# Zu schön um wahr zu sein
Zu schön, um wahr zu sein! [Demasiado bueno para ser verdad!] es el primer lanzamiento de Die Ärzte. Es solo una demo con cuatro canciones, incluidas después en el álbum Die Ärzte Früher

## Canciones
Todas las canciones escritas por Farin Urlaub excepto donde se indica.
1. "Teenager Liebe" (Amor adolescente) – 2:58
2. "Anneliese Schmidt" – 3:11
3. "Grace Kelly" – 2:19
4. "Teddybär" (Oso Teddy)[Bela B] – 2:47

- Datos: Q8074896